# Leptotila ochraceiventris
Leptotila ochraceiventris là một loài chim trong họ Columbidae.